# Hunwejbini
Hunwejbini albo Czerwona Gwardia (chiń. 红卫兵; pinyin: hóng wèibīng) – komunistyczna organizacja młodzieżowa działająca w Chinach podczas rewolucji kulturalnej, w latach 1966–1968. Podobnych organizacji powstawało wówczas wiele, ale Czerwona Gwardia była najbardziej wpływowa. Dziś określenie hunwejbin jest używane na określenie członków wszystkich z nich.
Według oficjalnej propagandy hunwejbini mieli zajmować się prowadzeniem rewolucji, a w rzeczywistości wykorzystywani byli do wewnątrzpartyjnych rozgrywek między liderami chińskiej partii komunistycznej. Czerwona Gwardia pozostawała pod rozkazami przewodniczącego partii Mao Zedonga. Popełniała liczne okrucieństwa, torturując, przetrzymując, poniżając, a niekiedy zabijając ludzi uznanych za „wrogów ludu”, do których zaliczano przede wszystkim nieliczną chińską inteligencję.
Jedną z ofiar ich działań był syn Deng Xiaopinga Deng Pufang, który we wrześniu 1968 roku został wyrzucony z okna na czwartym piętrze Uniwersytetu Pekińskiego i do końca życia został sparaliżowany od pasa w dół.
W drugim okresie rewolucji, kiedy hunwejbini zaczęli wymykać się spod kontroli, Mao wprowadził do uczelni, urzędów i zakładów pracy wojsko. Najbardziej krewkich liderów hunwejbinów stracono, a dziesiątki tysięcy członków zesłano na wieś, żeby „uczyli się pracy od chłopów”.

## Etymologia
Polskie słowo hunwejbin odbiega od chińskiego, bo zostało zapożyczone przez rosyjską transkrypcję Palladiusza, w której nazwę Czerwonej Gwardii zapisuje się jako Хунвэйбин (m.in. n tylnojęzykowe jest zapisywane jako н, a nie jako ng). W okresie rewolucji kulturalnej polska prasa korzystała bowiem głównie ze źródeł rosyjskich. Z języka rosyjskiego do polskiego przeniknął też podział na liczbę mnogą (oznaczającą Czerwoną Gwardię – Hunwejbini) i pojedynczą (oznaczającą czerwonogwardzistę – hunwejbina).
W oryginalny zapisie mandaryńskim określenie 红卫兵 (czytane w pinyin jako hóng wèibīng) składa się ze znaków pisma chińskiego oznaczających kolejno 'czerwony' (红) , 'bronić' lub 'strażnik' (卫) oraz 'żołnierz' (兵). 